# Den pornografiska jungfrun
Den pornografiska jungfrun, även kallad Möte med djävulen, är en schweizisk-svensk porrfilm från 1973 med regi och manus av Joseph W. Sarno.

## Rollista
- Nadia Henkowa – Wanda
- Anke Syring – Julia Malenkow
- Marie Forså – Helga
- Nico Wolf – Peter Malenkow
- Ulrike Butz – Monika
- Flavia Keyt – ej identifierad roll
- Alon D'Armand	– ej identifierad roll
- Irina Kant – ej identifierad roll
- Natasha Michnowa – ej identifierad roll
- Eric Mancy – ej identifierad roll
- Christa Jaeger – ej identifierad roll
- Heidrun Hankammer – ej identifierad roll

### Fotnoter
1. ↑  ”Den pornografiska jungfrun”. Svensk Filmdatabas. http://sfi.se/sv/svensk-filmdatabas/Item/?itemid=5000&type=MOVIE&iv=Basic&ref=/templates/SwedishFilmSearchResult.aspx?id%3d1225%26epslanguage%3dsv%26searchword%3dden+pornografiska+jungfrun%26type%3dMovieTitle%26match%3dBegin%26page%3d1%26prom%3dFalse. Läst 29 april 2013.